# HMS Artful (S121)
Za druge ladje glejte HMS Artful.
HMS Artful (S121) je načrtovana jedrska jurišna podmornica razreda Astute Kraljeve vojne mornarice.
Naročilo za izgradnjo je bilo dodeljeno BAE Systems; leta 2016 je vstopila v aktivno službo.